# Burnley Football Club 2013-2014
Questa voce raccoglie tutte le informazioni riguardanti il Burnley Football Club nelle competizioni ufficiali della stagione 2013-2014.

## Rosa
Rosa aggiornata al 31 agosto 2013.
| N. |                             | Ruolo | Calciatore       |
| -- | --------------------------- | ----- | ---------------- |
| 1  | Inghilterra (bandiera)      | P     | Thomas Heaton    |
| 2  | Inghilterra (bandiera)      | D     | Kieran Trippier  |
| 3  | Irlanda del Nord (bandiera) | D     | Daniel Lafferty  |
| 4  | Irlanda del Nord (bandiera) | D     | Michael Duff     |
| 5  | Inghilterra (bandiera)      | D     | Jason Shackell   |
| 6  | Inghilterra (bandiera)      | D     | Ben Mee          |
| 7  | Scozia (bandiera)           | C     | Ross Wallace     |
| 8  | Inghilterra (bandiera)      | C     | Dean Marney      |
| 9  | Galles (bandiera)           | A     | Sam Vokes        |
| 10 | Inghilterra (bandiera)      | A     | Danny Ings       |
| 11 | Inghilterra (bandiera)      | C     | Junior Stanislas |

| N. |                        | Ruolo | Calciatore      |
| -- | ---------------------- | ----- | --------------- |
| 12 | Australia (bandiera)   | P     | Alex Cisak      |
| 14 | Inghilterra (bandiera) | C     | David Jones     |
| 15 | Canada (bandiera)      | D     | David Edgar     |
| 19 | Inghilterra (bandiera) | C     | Michael Kightly |
| 22 | Galles (bandiera)      | C     | Brian Stock     |
| 26 | Irlanda (bandiera)     | C     | Keith Treacy    |
| 28 | Irlanda (bandiera)     | D     | Kevin Long      |
| 35 | Inghilterra (bandiera) | A     | Ryan Noble      |
| 37 | Scozia (bandiera)      | C     | Scott Arfield   |
| 40 | Inghilterra (bandiera) | P     | Nick Liversedge |